# Mitch McGary
Mitchell Neil William "Mitch" McGary (ur. 6 czerwca 1992 w Chesterton) – amerykański koszykarz występujący na pozycji silnego skrzydłowego.
W 2012 wystąpił w meczu wschodzących gwiazd - Nike Hoop Summit.

## Osiągnięcia
NCAA
- Wicemistrz NCAA (2013)
- Uczestnik rozgrywek Elite 8 turnieju NCAA (2013, 2014)
- Mistrz sezonu regularnego konferencji (2014)
- Zaliczony do I składu turnieju NCAA (2013)[2]